# Cunobelin
Cunobelin (ook wel Cymbeline, Welsh: Kynvelyn, Latijn: Cunobelinus) was volgens de legende, zoals beschreven door Geoffrey van Monmouth, koning van Brittannië, tijdens de Romeinse bezetting. Cunobelin was koning uit de Keltische Catuvellauni stam, zoals beschreven in Romeinse bronnen. Hij regeerde van 18 tot 43 na Christus.
Cunobelin was de zoon van koning Tasciovanus, en zou door William Shakespeare worden gebruikt als inspiratie voor diens toneelstuk Cymbeline.

## Geoffrey van Monmouth
Monmouth schrijft in zijn Historia regum Britanniae dat Cymbeline een krachtige krijger was, opgevoed aan het hof van keizer Augustus, en zijn land was uitgerust met Romeinse wapens. Cunobelin stond op goede voet met Rome, en de jaarlijkse betalingen werden punctueel uitgevoerd uit respect, en niet omdat ze afgedwongen waren.

## Andere bronnen
Andere bronnen vermelden, in tegenstelling tot Monmouths geschriften, dat tijdens de heerschappij van Cunobelin en zijn zoon Caratacus de Catuvellauni regelmatig in conflict kwamen met lokale stammen. Hij was een krachtige vijand van Rome, en ondersteunde de druïden van Anglesey, die in die tijd een krachtige Rome-opponent waren, financieel. Tevens bood Cunobelin onderdak aan gevluchte Gallische krijgers. Dankzij de legendarische kracht van Cunobelin blies de Romeinse keizer Caligula een invasie af in het jaar 40.
In datzelfde jaar zorgde Cunobelin voor het afzetten van de pro-Romeinse koning van de Atrebaten, Verica. Verica vluchtte naar Rome, waar hij steun zocht bij keizer Claudius. Dit incident was een belangrijke factor in Claudius' beslissing om een invasie uit te voeren in Brittannië in het jaar 43, vlak na Cunobelins dood.
Het is niet duidelijk waarom de bronnen verschillende versies vermelden van Cunobelins leven.
De heerschappij van Cunobelin duurde ergens tussen 10 en 32 jaar. Er wordt gezegd dat hij de macht overdroeg aan zijn zoon Togodumnus, alhoewel hij nog twee andere zonen had: Caratacus en Arvirargus.
Cunobelins naam is mogelijk in de geschiedenis vastgelegd in de naam van een groep dorpen in Buckinghamshire: Great and Little Kimble.